# 脱出アドベンチャー シアワセの赤い石
『脱出アドベンチャー シアワセの赤い石』（だっしゅつアドベンチャー しあわせのあかいいし）は、アークシステムワークスより2014年4月30日にニンテンドーeショップにて配信開始されたニンテンドー3DS用ゲームソフト。
脱出アドベンチャーシリーズ第4作。
登場キャラクター（キャラクターデザイナー 壱）、舞台が1作目・2作目と同じに戻る。

## 概要
学園を舞台にした脱出ゲームで、仲間との会話でストーリーや脱出のヒントを追う「アドベンチャー」、フィールド内を調査して脱出の手がかりを探す「探索」、探索で見つけたアイテムや仕掛けを主人公の持つ特殊工具で分解・解除する「分解・パズル」の3つの要素を軸に展開する。
2作目同様情報収集のため校内や町内を探索するパートもあり、今作では集めた情報を組み合わせて謎に迫る要素や、3Dダンジョン内を進んで謎を解くパートなども追加された。

## 舞台
舞台は全て架空のものである。
- 七阜市大継町（ななふし・おおつぎちょう） - 古くから霊山として有名な、緑豊かな山と日本有数の面積を誇る湖を展望できる古都。
  - 大継駅 - 大継町の駅。
  - 商店街 - 大継町の商店街。若留や彦道の家がある。
  - 公園 - 大継町の公園。中央の大時計が特徴的。「赤い石集会」なる集まりも行われるなど不審な雰囲気も漂う。
  - 本屋 - 若留の行きつけの本屋。
  - 旧校舎 - 春先の事件（旧校舎の少女）の舞台となった場所。今作ではとあるキャラが登場する。
  - 帰らずの森 - 町の北西に広がる広大な森で、梅雨時の事件（魔女の住む館）の舞台となった場所。
  - 墓地 - 町の南東にある共同墓地。若留の両親の墓もここに存在する。
  - 湖畔 - 湖のほとりにある公園。「赤い石」の噂に便乗した露天商も目撃されている。
- 私立逢魔学園高校 - 町内にある私立高校。山の中腹に建てられており、徒歩で30分かかる。手にした者に幸せをもたらすと噂される「赤い石」の噂でもちきり。
  - 図書室 - 逢魔学園の図書室。データベース化がなされており、パソコンで情報を検索できる。
  - 工作室 - 逢魔学園の工作室。美術や技術科の授業に使われる用具が数多く収納されている。
- 緋螺山（ひらやま） - かつて何らかの鉱石が採掘されていたといわれる廃坑道が眠る山。若留達は「赤い石」の噂の真相を求め、この山の廃坑道を目指すのだが…

## 登場人物
時野 若留（ときの わかる）
シリーズの主人公。私立逢魔学園高校に通う少女。オカルトや怪談話に目がない。両親を幼少時に亡くしているため、時計屋を営む祖父に引き取られて育てられた影響で、時計が好きで年代物の時計をみると目の色が変わり夢中になるほど。左腕に肌身離さずつけてある腕時計には時計を修理するための工具が仕込まれている。工具を取り出す際は、専用のカットイン演出が入る。
鍛冶野 彦道（かじの ひこみち）
若留の幼馴染の少年。常に10面ダイスを持ち歩いている。家はパチンコ屋を営んでおり、その影響か非科学的な事は一切信じない一方で、賭けごとに対するジンクスは信じるという一面も。面倒くさがり屋だが、義理堅く、真っ直ぐな性格の持ち主で、立ちはだかる難題に挑む若留を支える。新しく担任として赴任した月夜乃の事を快く思っていない。
須佐見 秀ノ介（すさみ しゅうのすけ）
持病の静養という理由で、若留達のクラスに転校してきた少年で学園理事長の孫。端正な顔立ちに物腰柔らかな態度のため女子に人気がある。学園の噂の知識を豊富に持つため若留達と意気投合するが、常に冷静で何かを考えているような節を見せる。今作では若留・彦道と緋螺山に探索に向かうのだが…
月夜乃 境護（つきよの きょうご）
2週間前に若留のクラスの担任となった教師。担当科目は日本史。着崩したスーツや金髪など教師らしからぬ風貌をしているが、女子生徒達の人気は高い。その風貌で40近いなど様々な噂も流れる。
時野 創司（ときの そうじ）
若留の祖父。「時野時計店」を経営しており、普段は工房で作業に取り組んでいるため外に出てこない。